# Club Italia 2009-2010 (pallavolo femminile)
Questa voce raccoglie le informazioni riguardanti il Club Italia nelle competizioni ufficiali della stagione 2009-2010.

## Organigramma societario
Area direttiva
- Presidente: Carlo Magri

Area tecnica
- Allenatore: Massimo Barbolini
- Allenatore in seconda: Stefano Lavarini
- Scout man: Massimiliano Taglioli

Area sanitaria
- Medico: Sergio Cameli
- Fisioterapista: Paola Ferranti

## Rosa
| N° | Nome                  | Ruolo | Data di nascita  | Nazionalità sportiva |
| -- | --------------------- | ----- | ---------------- | -------------------- |
| 1  | Claudia Cagninelli    | S     | 19 luglio 1990   | Italia               |
| 2  | Federica Zampieri     | C     | 11 luglio 1992   | Italia               |
| 3  | Eleonora Bruno        | S     | 15 aprile 1994   | Italia               |
| 3  | Jetmira Rubini        | L     | 9 febbraio 1992  | Italia               |
| 4  | Marika Bianchini      | O     | 23 aprile 1993   | Italia               |
| 5  | Elena Gabrieli        | C     | 26 luglio 1992   | Italia               |
| 6  | Silvia Segalina       | C     | 14 gennaio 1990  | Italia               |
| 7  | Giulia Pisani         | C     | 4 giugno 1992    | Italia               |
| 8  | Monica Ravetta        | O     | 29 agosto 1985   | Italia               |
| 9  | Manuela Di Crescenzo  | P     | 21 marzo 1988    | Italia               |
| 10 | Laura Partenio        | S     | 29 dicembre 1991 | Italia               |
| 11 | Erica Vietti          | P     | 11 novembre 1992 | Italia               |
| 12 | Floriana Bertone      | S     | 19 novembre 1992 | Italia               |
| 13 | Valentina Diouf       | O     | 10 gennaio 1993  | Italia               |
| 14 | Valentina Biccheri    | S     | 7 maggio 1991    | Italia               |
| 15 | Antonella Postiglione | S     | 8 aprile 1993    | Italia               |
| 16 | Laura Baggi           | S     | 2 gennaio 1992   | Italia               |
| 17 | Marianna Vujko        | C     | 15 maggio 1992   | Italia               |
| 18 | Anna Caneva           | C     | 18 marzo 1992    | Italia               |
| 19 | Giuliana Grazietti    | S     | 21 aprile 1993   | Italia               |
| 20 | Silvia Lucchetta      | P     | 21 marzo 1993    | Italia               |